# 丹奇米斯特
50°54′41″N 26°32′8″E / 50.91139°N 26.53556°E
丹奇米斯特（烏克蘭語：Данчиміст），是烏克蘭西北部的村莊，隸屬里夫內州的里夫內區。該村面積0.95平方公里，海拔高度179米，2001年人口537，人口密度每平方公里565.3人。